# ظهير الدولة أبراهيم بن مسعود
ظهير الدولة أبراهيم بن مسعود هو المؤيد إبراهيم بن مسعود بن محمود بن سُبُكْتِكِيْن أحد ملوك غزنة. وهو الحادي عشر من ملوكها، ملك بعد وفاة أخيه فرّخ زاد في سنة إحدى وخمسين وأربعمائة فأحسن السيرة، واستعد لجهاد الهند، واستقر الصلح بينه وبين جعري بك داود السلجقي صاحب خراسان على أن يكون لكل واحد منهما ما بيده. وفي سنة اثنين وسبعين وأربعمائة غزا بلاد الهند، ففتح قلعة أجود، وهي على مائة وعشرين فرسخا من لهاوور، وهي حصينة تحوي عشرة آلاف مقاتل، فحصرها ودام الزحف، فملكها في الحادي والعشرين من صفر، وفتح غيرها من الحصون في هذه السنة 

## سيرته و وفاته
كانت وفاته في سنة إحدى وثمانين أربعمائة ، وكانت مدة ملكه تزيد على ثلاثين سنة ،وكان عادلاً كريماً مجاهداً، وكان ذا رأى سديد. تولى الحكم بعده ابنه مسعود بن إبراهيم

## وصلات خارجية
- صفحة إبراهيم بن مسعود بن محمود بن سُبُكْتِكِيْن على موقع فهرس.نت